# Bob Marley: One Love
A Bob Marley: One Love 2024-ben bemutatott amerikai életrajzi zenés filmdráma, amelyet Reinaldo Marcus Green rendezett. A főbb szerepekben Kingsley Ben-Adir, Lashana Lynch, James Norton, Tosin Cole és Aston Barrett Jr. látható.
Amerikában 2024. február 14-én, míg Magyarországon 2024. február 24-én mutatják be a mozikban.

## Cselekmény
1976-ban, a jamaicai mindennapi életet befolyásoló politikai konfliktusok közepette Bob Marley bejelenti, hogy fellép egy koncerten, amely a békét hirdeti a háborúzó felek között. A koncertre való felkészülés közben Marley-t, feleségét, Ritát és zenekara több tagját támadók lövik le. Rita és Marley kórházba kerül, de túlélik, és a koncertre időben felépülnek sérüléseikből. A fellépés után Marley, elszomorodva azon, hogy saját honfitársai megpróbálják megölni őt és feleségét, megmutatja a közönségnek a lőtt sebeket, mielőtt lesétál a színpadról. Ritának azt mondja, hogy vigye gyermekeiket az Egyesült Államokba, míg ő és zenekara többi tagja Londonba indul.
Miután nehezen találnak ki egy új album koncepcióját, Marley megkéri Ritát, hogy csatlakozzon hozzá és a zenekarhoz Angliában, és az Exodus című filmzene és saját helyzetükből merítve ihletet, ő és a zenekar elkezdik felvenni a későbbi, azonos című albumot. Az album sláger lesz, és hozzájárul a reggae zene és a rasztafariánus mozgalom további népszerűsítéséhez világszerte. Amikor a lemezkiadó cég európai turnét tervez, Marley célja, hogy Afrikában is megálljon, hogy inspirálja az ottani embereket. Ez súrlódásokhoz vezet Ritával, mivel ő és Marley vitatkoznak a férj és apa felelősségéről, ráadásul arról is, hogy Marley felhagyott a béke előmozdításával Jamaicában. Marley összeveszik Don Taylor menedzserrel is egy pénzügyi vita miatt.
Miután egy lábfertőzés aggodalmat kelt Ritában és lemezproducerében, Chris Blackwellben, Marley-nál később ritka bőrrákot diagnosztizálnak. Saját halandóságával szembesülve Marley kibékül Ritával és Taylorral, és végül úgy dönt, hogy 1978-ban visszatér Jamaicába, ahol a repülőtéren tömeg fogadja. Hazatérve megérkezik a fegyveres, aki lelőtte őt és a többieket, és bocsánatért könyörög, amire Marley kijelenti, hogy "nem tart bosszút". Miután Marley bemutatja Ritának és a gyerekeknek a megbékélésről szóló dalát, Marley végül úgy ítéli meg, hogy készen áll a békekoncertre. A film akkor ér véget, amikor Marley és zenekara felkészül, hogy a "One Love" című dallal ismét fellépjen a jamaicai közönség előtt. Egy előzetes montázs a valódi Marley-ról és zenekaráról mutat be részleteket a fellépés alatt, amelynek során a színpadon csatlakozik hozzájuk mindkét jamaicai politikai párt vezetője, és az is kiderül, hogy Marley és zenekara felléphetett Zimbabwéban, hogy megünnepelje a nemzet függetlenségét, mielőtt 1981-ben rákban meghalt.

## Szereplők
| Szerep                | Színész                        | Magyar hang         |
| --------------------- | ------------------------------ | ------------------- |
| Bob Marley            | Kingsley Ben-Adir              | Vizi Dávid          |
| Bob Marley            | Quan-Dajai Henrique (fiatalon) | Katona Péter Dániel |
| Rita Marley           | Lashana Lynch                  | Nádasi Veronika     |
| Rita Marley           | Nia Ashi (fiatalon)            | Kanyó Kata          |
| Chris Blackwell       | James Norton                   | Brasch Bence        |
| Tyrone Downie         | Tosin Cole                     | Simon Zoltán        |
| Aston Barrett         | Aston Barrett Jr.              | Schmied Zoltán      |
| Don Taylor            | Anthony Welsh                  | Lengyel Benjámin    |
| Judy Mowatt           | Sevana                         | Menczel Andrea      |
| Carlton Carly Barrett | Hector Lewis                   | Welker Gábor        |
| Howard Bloom          | Michael Gandolfini             | Rada Bálint         |
| Cedella Malcolm       | Nadine Marshall                | Tanka Natália       |

### Magyar változat
- Magyar szöveg: Speier Dávid
- Felvevő hangmérnök: Gábor Dániel
- Vágó: Sári-Szemerédi Gabriella
- Gyártásvezető: Hódos Edina
- Szinkronrendező: Tabák Kata
- Produkciós vezető: Hagen Péter

A szinkront a Mafilm Audio Kft. készítette el.

## A film készítése
2018 júniusában bejelentették, hogy a Paramount Pictures egy Bob Marley énekes és dalszerző életén alapuló életrajzi drámafilmet fejleszt, amelynek producere Marley fia, Ziggy Marley lesz. 2021 márciusában Reinaldo Marcus Greent szerződtették a rendezésre, a forgatókönyvet pedig Zach Baylin, Frank E. Flowers és Terence Winter írta. 2022 februárjában Kingsley Ben-Adir kapta meg a címszereplő szerepét, miután a stúdió egy évig tartó, világméretű keresést folytatott. 2022 augusztusában Lashana Lynch csatlakozott a stábhoz, aki Bob feleségét, Rita Marley-t alakította. 2023 februárjában Michael Gandolfini, Nadine Marshall, James Norton és Anthony Welsh csatlakozott a stábhoz.

### Forgatás
A forgatás 2022 decemberében kezdődött Londonban és Jamaicában, és 2023 áprilisában fejeződött be.